# ویلیچکی
ویلیچکی (به لاتین: Wieliczki) یک روستا در لهستان است که در گمینا ویلیچکی واقع شده‌است. ویلیچکی ۷۳۰ نفر جمعیت دارد.